# Takuya Yokoyama
Takuya Yokoyama (横山 拓也 Yokoyama Takuya?, nacido el 29 de junio de 1985 en Shizuoka) es un exfutbolista japonés. Jugaba de delantero y su último club fue el Fujieda MYFC de Japón.

## Trayectoria

### Clubes
| Club              | País  | Año         |
| ----------------- | ----- | ----------- |
| Urawa Reds        | Japón | 2004 - 2006 |
| Montedio Yamagata | Japón | 2007        |
| Ehime FC          | Japón | 2008        |
| Fujieda MYFC      | Japón | 2009 - 2010 |

## Palmarés

### Títulos nacionales
| Título             | Club       | País  | Año  |
| ------------------ | ---------- | ----- | ---- |
| Copa del Emperador | Urawa Reds | Japón | 2005 |
| J1 League          | Urawa Reds | Japón | 2006 |
| Copa del Emperador | Urawa Reds | Japón | 2006 |